# Firmin De Smul
Firmin De Smul (27 december 1911 - Zeveren, november 2002) was een Belgische politicus. 

## Levensloop
De Smul was landbouwer en duivenmelker.
Hij was meer dan 20 jaar schepen van Zeveren, tot hij in 1969 burgemeester werd, als opvolger van Modest Van Steenkiste. Bij de fusie van 1 januari 1971 werd Zeveren een deelgemeente van Deinze. Na de fusie werd hij schepen in Deinze.
Hij was tweemaal gehuwd. Hij had negen kinderen, waarvan vijf uit zijn eerste en vier uit zijn tweede huwelijk. Zijn uitvaartplechtigheid vond plaats op 28 november 2002 in de Sint-Amanduskerk te Zeveren.